# Rue de la Liberté (Paris)
Pour les articles homonymes, voir Rue de la Liberté (homonymie).
La rue de la Liberté est une voie du 19e arrondissement de Paris, en France.

## Situation et accès
La rue de la Liberté est une voie publique située dans le 19e arrondissement de Paris. Elle débute au 11, rue de Mouzaïa et se termine au 1, rue de la Fraternité et 2, rue de l'Égalité.

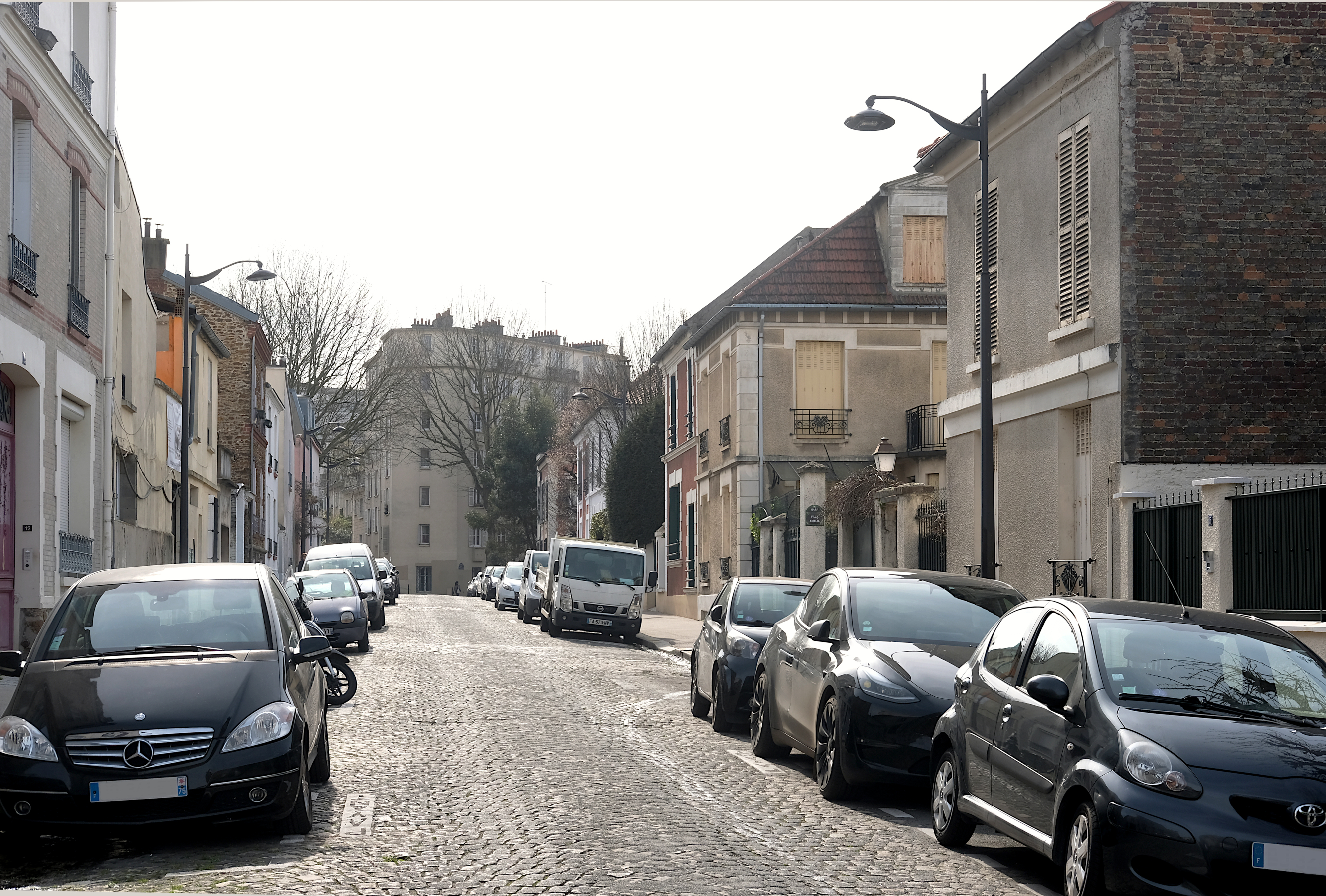
En direction de la rue de Mouzaïa.
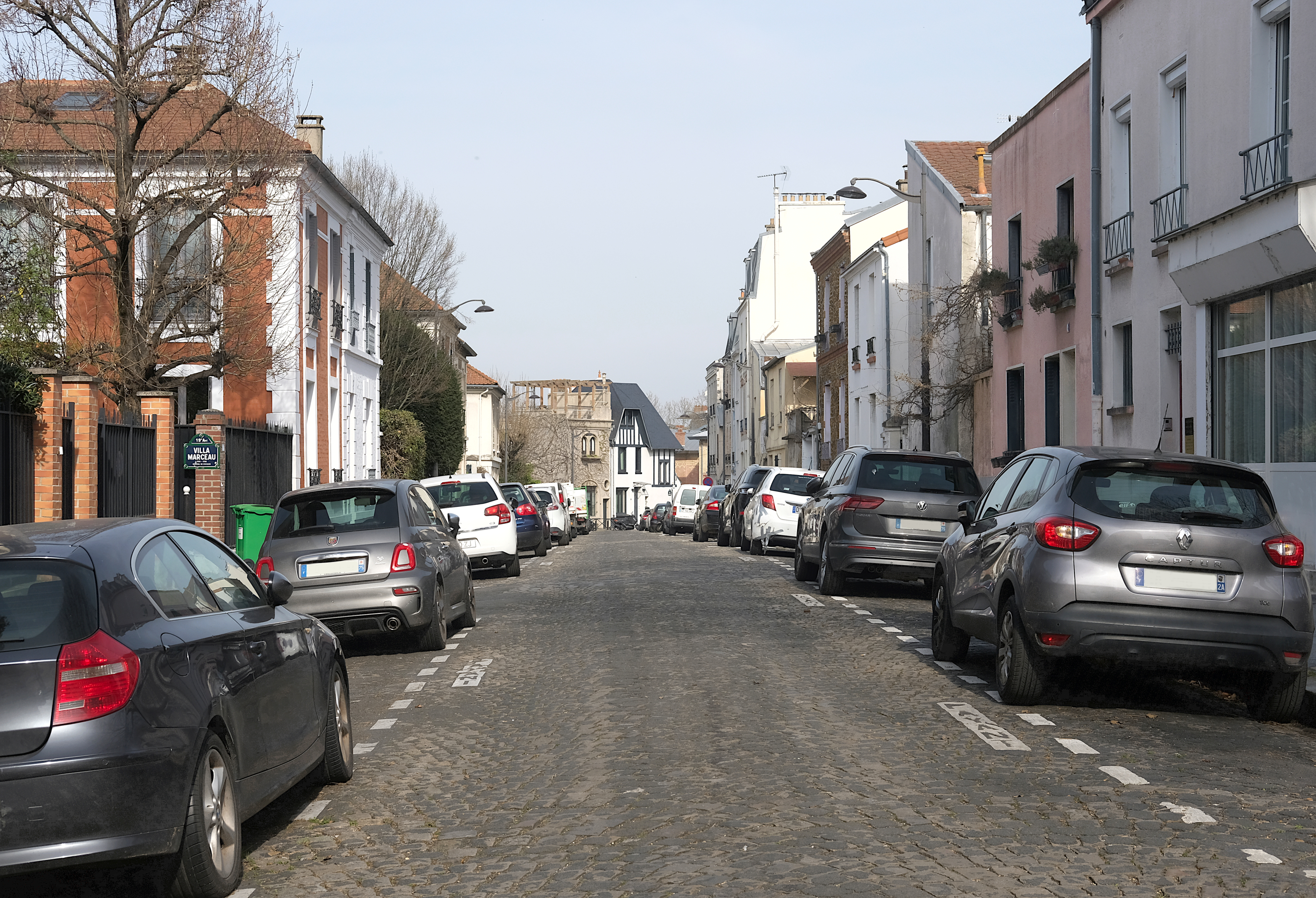
En direction de la rue de la Fraternité.

## Origine du nom
Ce nom rappelle la devise de la République française : « Liberté, Égalité, Fraternité ».

## Historique
Cette voie est ouverte sous sa dénomination actuelle en 1889, en même temps que la rue de l'Égalité et la rue de la Fraternité car l'année 1889 marquait le centenaire de la Révolution française.

Lotissement du quartier entre 1861 et 1899
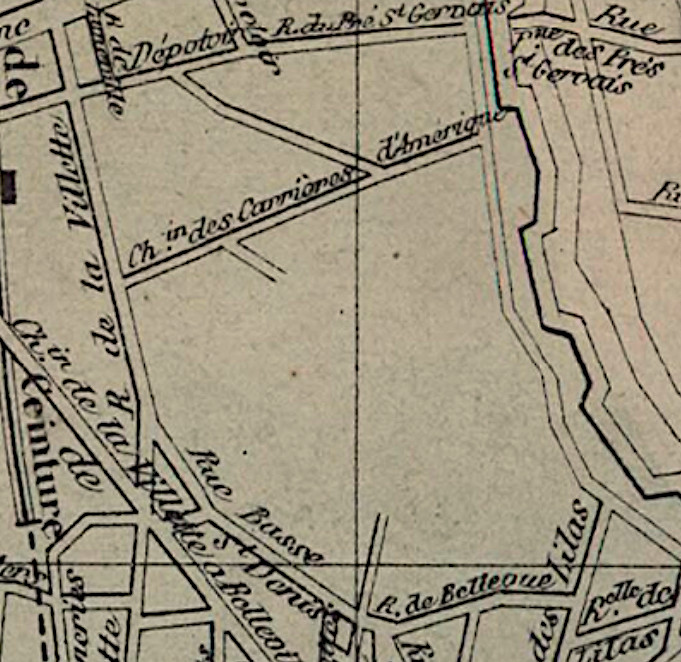
En 1861.
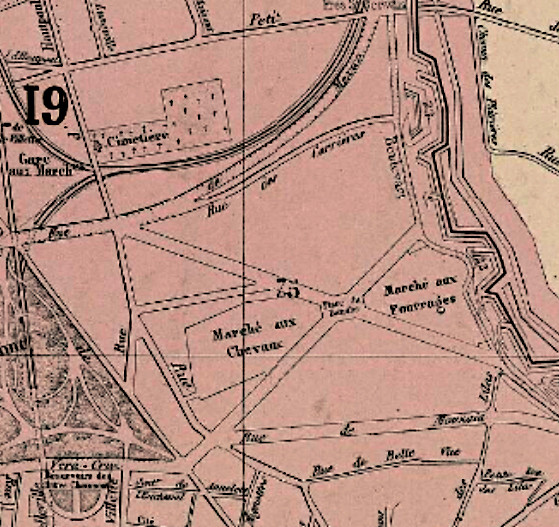
En 1878.
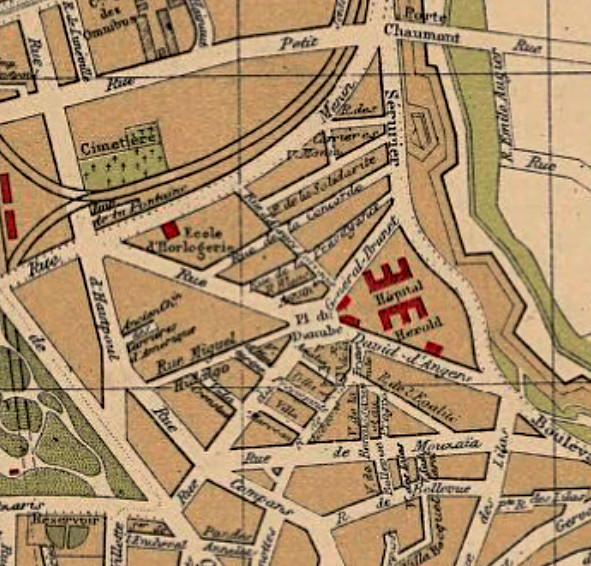
En 1899.

## Bâtiments remarquables et lieux de mémoire

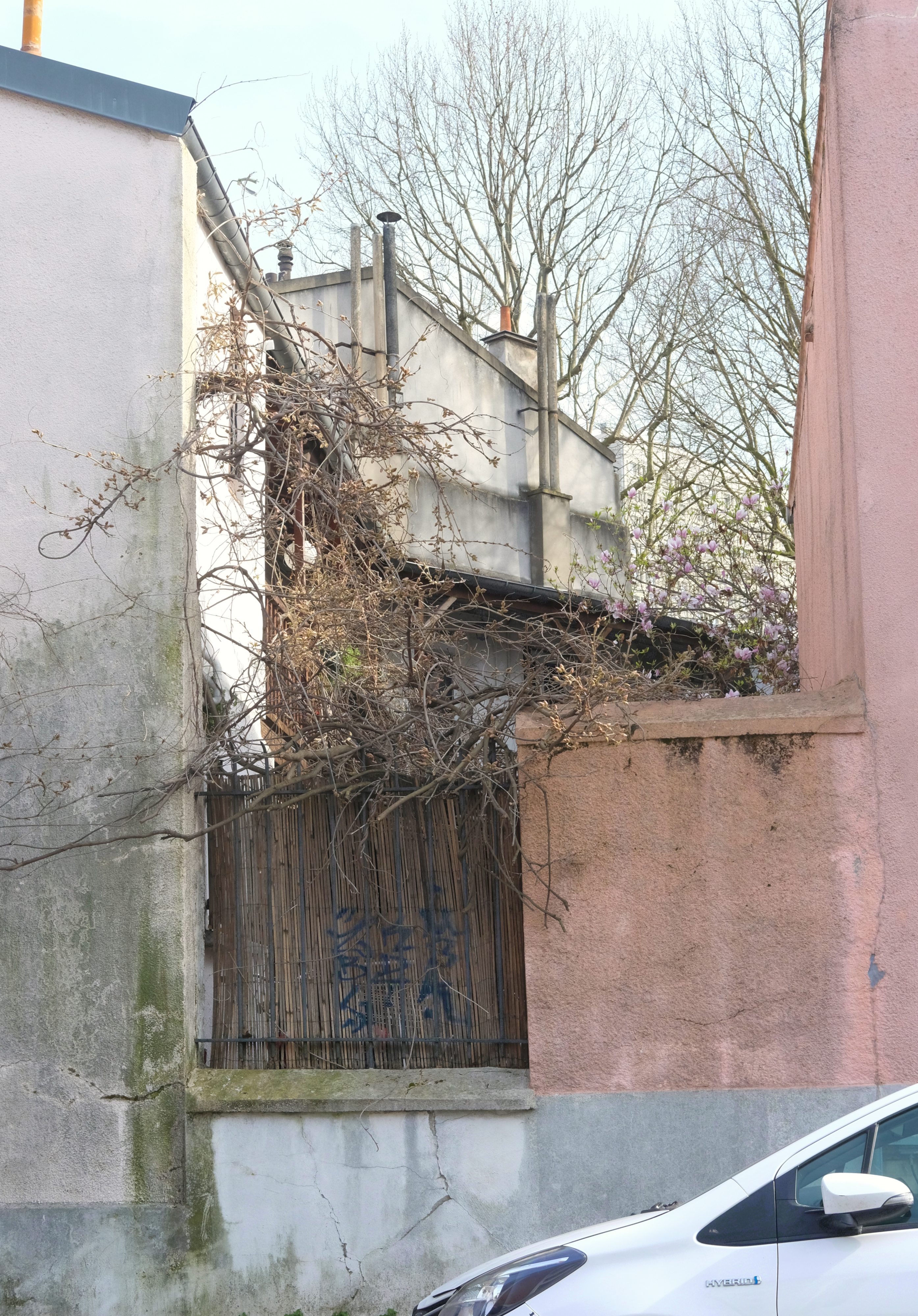
Numéro 4.
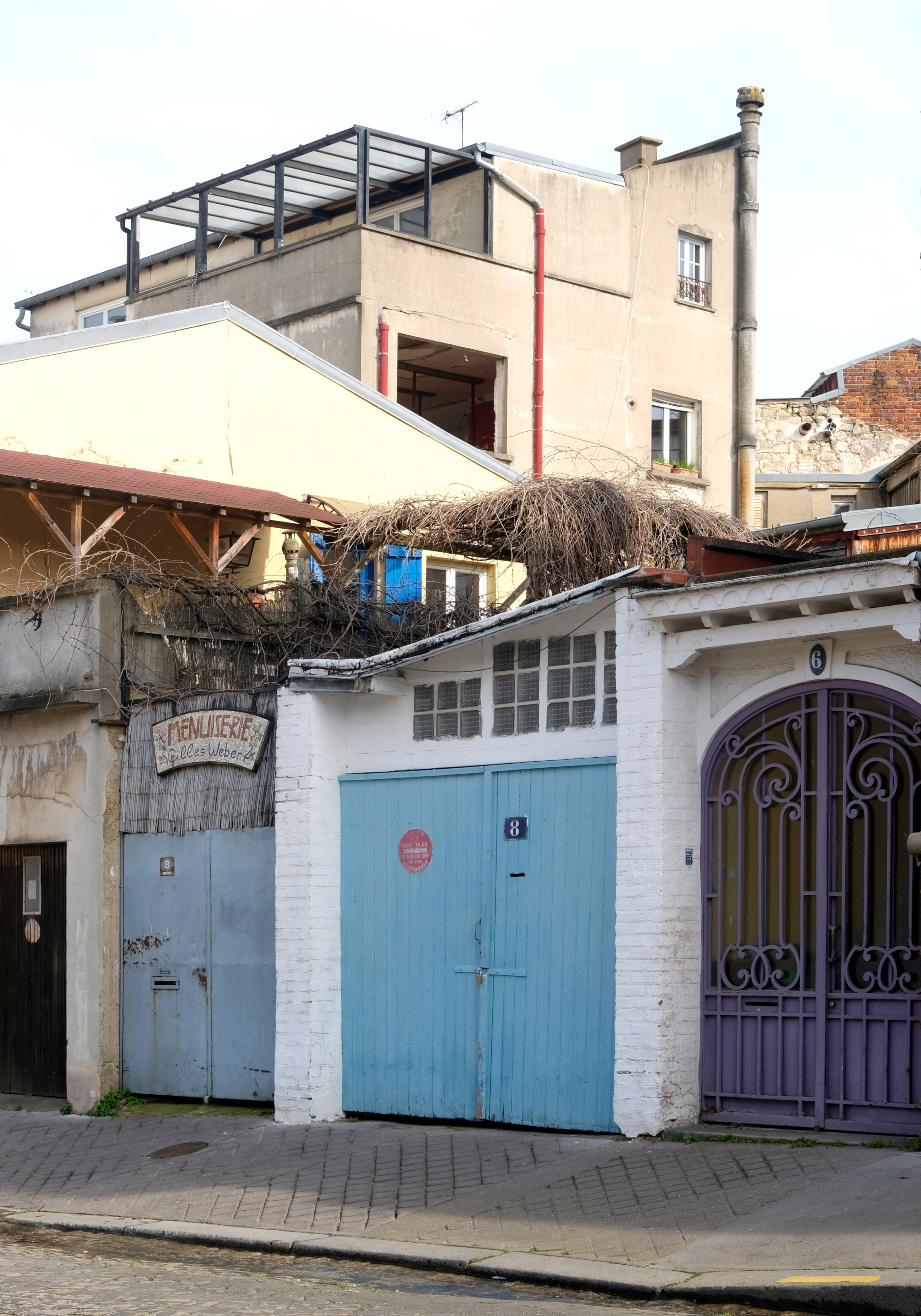
Numéros 6 et 8.
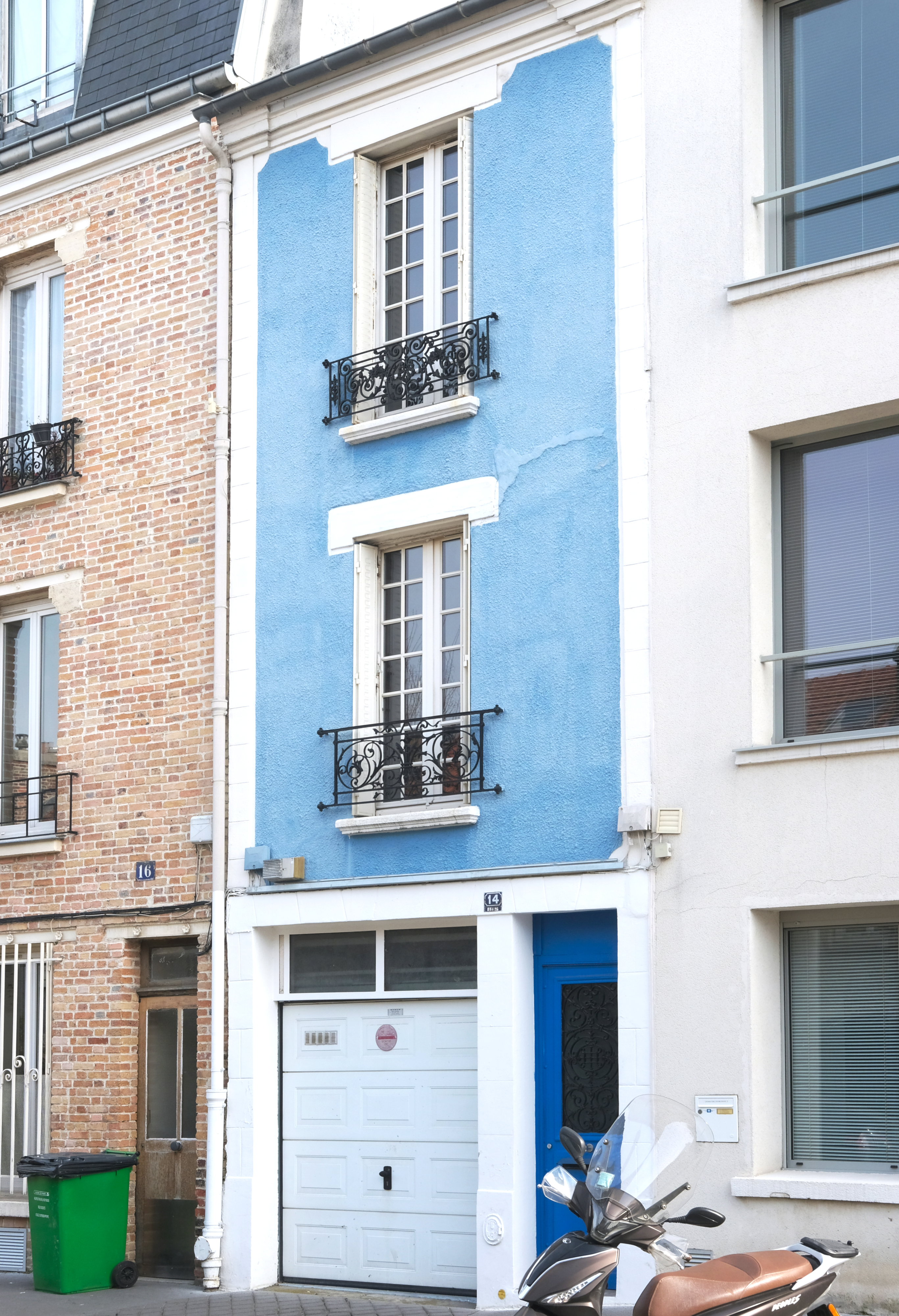
Numéros 14 et 16.
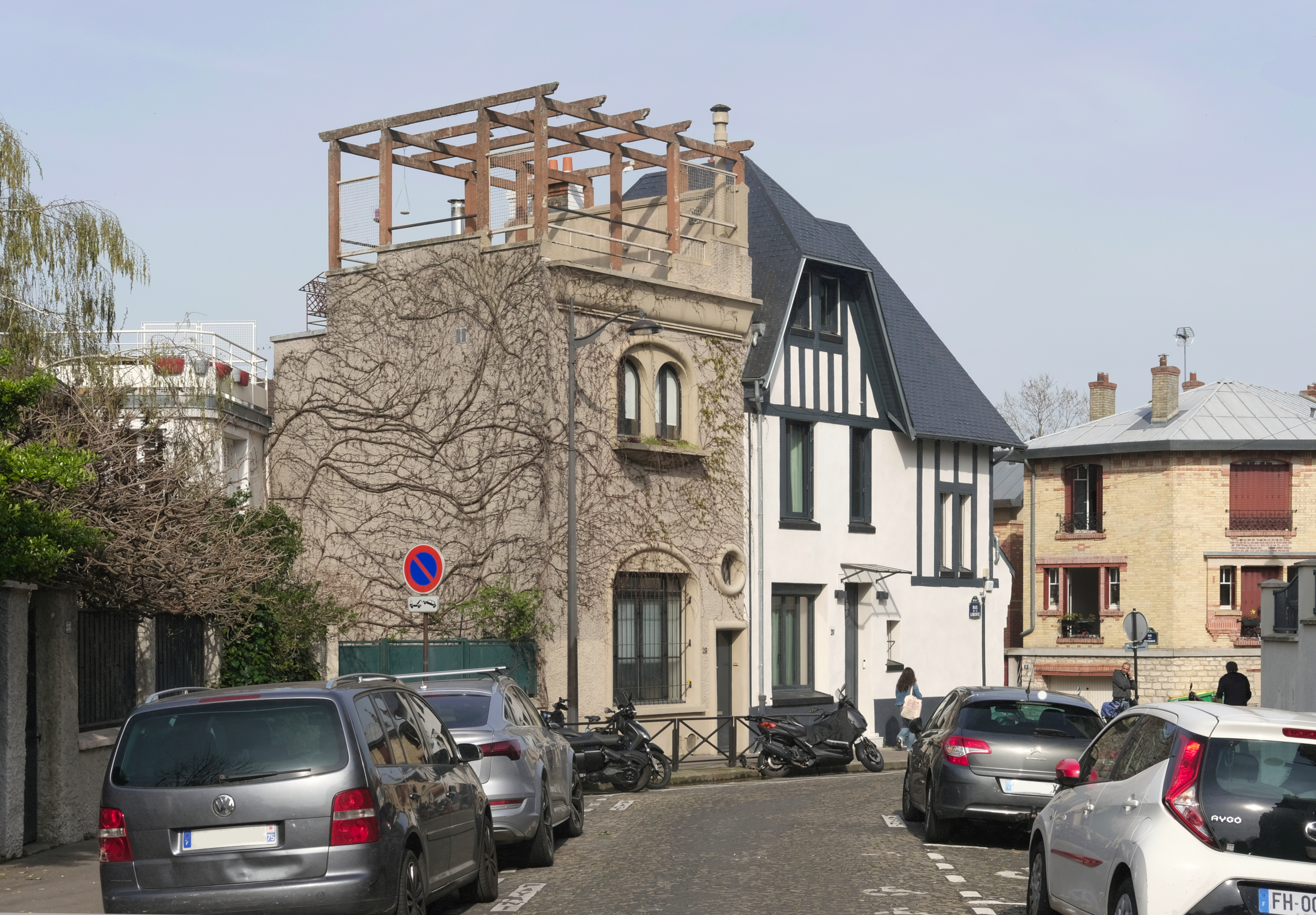
Numéros 29 et 31.